# Erzbistum Coro
Das Erzbistum Coro (lat.: Archidioecesis Corensis, span.: Archidiócesis de Coro) ist eine in Venezuela gelegene römisch-katholische Diözese mit Sitz in Coro. Es umfasst einen Teil des venezolanischen Bundesstaates Falcón.

## Geschichte
Zum ersten Male wurde das Bistum aus Gebietsabtretungen des Erzbistums Santo Domingo am 21. Juni 1531 gegründet. Am 20. Juli 1637 wurde das Domkapitel nach Santiago de León de Caracas übertragen.
Papst Pius XI. gründete es am 12. Oktober 1922 mit der Bulle Ad munus aus Gebietsabtretungen des Bistums Barquisimeto zum zweiten Male. Es wurde gleichzeitig dem Erzbistum Maracaibo als Suffragandiözese unterstellt.
Einen Teil seines Territoriums verlor es am 12. Juli 1997 zugunsten der Errichtung des Bistums Punto Fijo. Mit der Apostolischen Konstitution Usque omnium  wurde es am 23. November 1998 in den Rang eines Metropolitanerzbistums erhoben.

## Ordinarien

### Bischöfe von Coro
- Lucas Guillermo Castillo Hernández (19. Januar 1923–10. November 1939, dann Koadjutorerzbischof von Caracas)
- Francisco José Iturriza Guillén SDB (10. November 1939–20. Mai 1980, emeritiert)
- Ramón Ovidio Pérez Morales (20. Mai 1980–23. Dezember 1992, dann Erzbischof von Maracaibo)

### Erzbischöfe von Coro
- Roberto Lückert León (21. Juli 1993–25. Oktober 2016)
- Mariano José Parra Sandoval (25. Oktober 2016–31. Oktober 2023)
- Víctor Hugo Basabe (seit 31. Oktober 2023)

## Statistik
| Jahr | Bevölkerung | Bevölkerung | Bevölkerung | Priester   | Priester           | Priester         | Priester               | Ständige Diakone | Ordensleute | Ordensleute | Pfarreien |
| Jahr | Katholiken  | Einwohner   | %           | Gesamtzahl | Diözesan- priester | Ordens- priester | Katholiken je Priester | Ständige Diakone | männlich    | weiblich    | Pfarreien |
| ---- | ----------- | ----------- | ----------- | ---------- | ------------------ | ---------------- | ---------------------- | ---------------- | ----------- | ----------- | --------- |
| 1949 | 268.000     | ?           | ?           | 27         | 13                 | 14               | 9.925                  |                  | 16          | 38          | 72        |
| 1966 | 366.000     | 369.700     | 99,0        | 58         | 37                 | 21               | 6.310                  |                  | 36          | 75          | 34        |
| 1970 | ?           | 423.211     | ?           | 52         | 26                 | 26               | ?                      |                  | 40          | 62          | 37        |
| 1976 | 437.761     | 451.300     | 97,0        | 50         | 24                 | 26               | 8.755                  |                  | 46          | 76          | 40        |
| 1980 | 498.000     | 513.000     | 97,1        | 51         | 24                 | 27               | 9.764                  |                  | 43          | 91          | 42        |
| 1990 | 590.000     | 613.649     | 96,1        | 49         | 29                 | 20               | 12.040                 | 4                | 28          | 68          | 37        |
| 2000 | 433.198     | 462.176     | 93,7        | 35         | 28                 | 7                | 12.377                 | 4                | 7           | 44          | 28        |
| 2006 | 458.000     | 529.000     | 86,6        | 66         | 57                 | 9                | 6.939                  | 7                | 17          | 38          | 39        |
| 2013 | 516.000     | 600.000     | 86,0        | 63         | 56                 | 7                | 8.190                  | 6                | 20          | 42          | 40        |
| 2021 | 564.000     | 706.980     | 79,8        | 58         | 54                 | 2                | 10.071                 | 18               | 4           | 16          | 43        |